# Laredo (kommun)
Laredo är en kommun i Spanien. Den ligger i den autonoma regionen Kantabrien i norra delen av landet, 300 km norr om huvudstaden Madrid. Antalet invånare är 10 752 (2024). Arean är 15,30 kvadratkilometer. Laredo gränsar till Santoña, Escalante, Bárcena de Cicero, Colindres, Limpias och Liendo. 